# Warren Feeney
Pour les articles homonymes, voir Feeney.
Warren Feeney est un footballeur nord-irlandais né le 17 janvier 1981 à Belfast. Il joue au poste d'attaquant devenu entraîneur.
Il a joué 23 matchs en 1re division écossaise sous les couleurs de Dundee United.

## Sélections
- 46 sélections et 5 buts en équipe d'Irlande du Nord depuis 2002
- 8 sélections et 2 buts en équipe d'Irlande du Nord des moins de 21 ans entre 2001 et 2003